# علیرضا زرین‌دست
علیرضا زرین‌دست (زاده ۲۴ اسفند ۱۳۲۴) مدیر فیلم‌برداری ایرانی است. 
شروع فعالیت سینمایی وی با فیلم وسوسهٔ شیطان به عنوان دستیار فیلمبردار در سال ۱۳۴۶ بوده‌است. محمد زرین‌دست، کارگردان، فیلم‌نامه‌نویس، و تهیه‌کننده، برادر بزرگترِ اوست.

## مدیر فیلم‌برداری

### سینما
| سال  | نام فیلم                | کارگردان           |
| ---- | ----------------------- | ------------------ |
| ۱۴۰۲ | تگزاس ۳                 | سید مسعود اطیابی   |
| ۱۴۰۱ | سینما متروپل            | محمدعلی باشه‌آهنگر  |
| ۱۳۹۹ | آهو                     | هوشنگ گلمکانی      |
| ۱۳۹۸ | فصل ماهی سفید           | قربان نجفی         |
| ۱۳۹۸ | خون‌ شد                  | مسعود کیمیایی      |
| ۱۳۹۷ | مشت آخر                 | مهدی فخیم‌زاده      |
| ۱۳۹۷ | تیغ و ترمه              | کیومرث پوراحمد     |
| ۱۳۹۶ | جشن دلتنگی              | پوریا آذربایجانی   |
| ۱۳۹۵ | خانه کاغذی              | مهدی صباغ‌زاده      |
| ۱۳۹۴ | کفش‌هایم کو؟             | کیومرث پوراحمد     |
| ۱۳۹۳ | مزار شریف               | عبدالحسن برزیده    |
| ۱۳۹۲ | متروپل                  | مسعود کیمیایی      |
| ۱۳۹۰ | تلفن همراه رئیس‌جمهور    | علی عطشانی         |
| ۱۳۹۰ | ملکه                    | محمدعلی باشه‌آهنگر  |
| ۱۳۸۹ | زنان ونوسی، مردان مریخی | کاظم راست‌گفتار     |
| ۱۳۸۹ | یکی از ما دو نفر        | تهمینه میلانی      |
| ۱۳۸۸ | زمهیر                   | علی روئین‌تن        |
| ۱۳۸۷ | بیداری                  | فرزاد موتمن        |
| ۱۳۸۷ | پسر آدم، دختر حوا       | رامبد جوان         |
| ۱۳۸۷ | خاطره                   | نادر طریقت         |
| ۱۳۸۷ | سوپر استار              | تهمینه میلانی      |
| ۱۳۸۷ | موج سوم                 | آرش سجادی‌حسینی     |
| ۱۳۸۶ | بی‌پولی                  | حمید نعمت‌الله      |
| ۱۳۸۶ | تسویه حساب              | تهمینه میلانی      |
| ۱۳۸۶ | فرزند خاک               | محمدعلی باشه‌آهنگر  |
| ۱۳۸۶ | مجنون لیلی              | قاسم جعفری         |
| ۱۳۸۴ | آتش بس                  | تهمینه میلانی      |
| ۱۳۸۴ | حکم                     | مسعود کیمیایی      |
| ۱۳۸۴ | صحنه جرم، ورود ممنوع    | ابراهیم شیبانی     |
| ۱۳۸۳ | نقاب                    | کاظم راست‌گفتار     |
| ۱۳۸۲ | الهه زیگورات            | رحمان رضایی        |
| ۱۳۸۲ | صبحانه‌ای برای دو نفر    | مهدی صباغ‌زاده      |
| ۱۳۸۲ | ملاقات با طوطی          | علیرضا داوودنژاد   |
| ۱۳۸۰ | سیندرلا                 | بیژن بیرنگ         |
| ۱۳۷۹ | رقص شیطان               | اسماعیل براری      |
| ۱۳۷۹ | همسر دلخواه من          | افشین شرکت         |
| ۱۳۷۸ | چشم‌هایش                 | فرامرز قریبیان     |
| ۱۳۷۷ | بلوغ                    | مسعود جعفری‌جوزانی  |
| ۱۳۷۷ | فریاد                   | مسعود کیمیایی      |
| ۱۳۷۶ | ساحره                   | داوود میرباقری     |
| ۱۳۷۶ | سفر شبانه               | خسرو معصومی        |
| ۱۳۷۵ | نابخشوده                | ایرج قادری         |
| ۱۳۷۴ | پاکباخته                | غلامحسین لطفی      |
| ۱۳۷۴ | دشمن                    | خسرو پرویزی        |
| ۱۳۷۴ | ضیافت                   | مسعود کیمیایی      |
| ۱۳۷۳ | تحفه هند                | محمدرضا زهتابی     |
| ۱۳۷۳ | پری                     | داریوش مهرجویی     |
| ۱۳۷۲ | پرتگاه                  | بهرام ری‌پور        |
| ۱۳۷۱ | آبادانی‌ها               | کیانوش عیاری       |
| ۱۳۷۱ | شعله‌های خشم             | حمیدرضا آشتیانی‌پور |
| ۱۳۷۱ | قافله                   | مجید جوانمرد       |
| ۱۳۷۰ | آقای بخشدار             | خسرو معصومی        |
| ۱۳۷۰ | خانه خلوت               | مهدی صباغ‌زاده      |
| ۱۳۶۹ | دو فیلم با یک بلیت      | داریوش فرهنگ       |
| ۱۳۶۹ | شب‌های زاینده‌رود         | محسن مخملباف       |
| ۱۳۶۹ | عروس حلبچه              | حسن کاربخش         |
| ۱۳۶۸ | الماس بنفش              | رحیم رحیمی‌پور      |
| ۱۳۶۸ | پنجاه و سه نفر          | یوسف سیدمهدوی      |
| ۱۳۶۸ | کلوزآپ                  | عباس کیارستمی      |
| ۱۳۶۸ | گزل                     | محمدعلی سجادی      |
| ۱۳۶۷ | عروسی خوبان             | محسن مخملباف       |
| ۱۳۶۶ | خارج از محدوده          | رخشان بنی‌اعتماد    |
| ۱۳۶۶ | سیمرغ                   | اکبر صادقی         |
| ۱۳۶۵ | تصویر آخر               | مهدی صباغ‌زاده      |
| ۱۳۶۵ | دستفروش                 | محسن مخملباف       |
| ۱۳۶۴ | بایسیکل‌ران              | محسن مخملباف       |
| ۱۳۶۳ | مشت                     | سیامک اطلسی        |
| ۱۳۶۲ | بازجویی یک جنایت        | محمدعلی سجادی      |
| ۱۳۶۲ | نقطه ضعف                | محمدرضا اعلامی     |
| ۱۳۶۰ | خط قرمز                 | مسعود کیمیایی      |
| ۱۳۵۷ | صمد در به در می‌شود      | پرویز صیاد         |
| ۱۳۵۶ | در امتداد شب            | پرویز صیاد         |
| ۱۳۵۶ | صمد در راه اژدها        | پرویز صیاد         |
| ۱۳۵۶ | گزارش                   | عباس کیارستمی      |
| ۱۳۵۳ | صمد آرتیست می‌شود        | پرویز صیاد         |
| ۱۳۵۱ | حسن سیاه                | پرویز اصانلو       |
| ۱۳۵۱ | مردی در طوفان           | خسرو پرویزی        |

### مجموعه تلویزیونی
| سال  | نام مجموعه     | کارگردان          |
| ---- | -------------- | ----------------- |
| ۱۴۰۱ | شبکه مخفی زنان | افشین هاشمی       |
| ۱۳۸۲ | در چشم باد     | مسعود جعفری‌جوزانی |

## جشنواره‌ها
- لوح و دیپلم بهترین فیلمبرداری برای فیلم سوپر استار جشنواره داکا
- آر طلایی بهترین فیلم‌برداری برای فیلم بای سیکل ران - جشنواره فیلم ریمینی دوره دوم (ایتالیا)
- جایزه بهترین فیلم‌برداری برای فیلم خانه خلوت - جشنواره فیلم حراره دوره یازدهم (زیمبابوه)
- سیمرغ بلورین بهترین فیلم‌برداری برای فیلم پری - جشنواره فیلم فجر دوره سیزدهم
- تندیس زرین بهترین فیلم‌برداری برای فیلم سیندرلا - جشن خانه سینما دوره ششم
- تندیس بهترین فیلم‌برداری برای فیلم فرزند خاک - جشن خانه سینما دوره ششم،.سیمرغ بلورین از جشنواره فیلم فجربرای فیلمبرداری فرزند خاک
- تندیس بهترین فیلم‌برداری برای فیلم ملکه - جشن خانه سینما دوره شانزدهم،.بهترین فیلمبرداری از بخش بین‌الملل جشنواره فیلم فجر برای فیلم ملکه
- سیمرغ بلورین بهترین فیلم‌برداری برای فیلم سرو زیر آب - جشنواره فیلم فجر دوره سی و ششم
- سیمرغ بلورین بهترین فیلم برداری برای فیلم سینما متروپل - جشنواره فیلم فجر دوره چهل و یکم